# Братья Агафуровы
Братья Агафуровы — Камалетдин, Зайнетдин и Кашафетдин Агафуровы, екатеринбургские купцы, владельцы Торгового дома «Братья Агафуровы», широко известного в конце XIX - начале XX века в Уральско-Сибирском регионе. Братья Агафуровы оставили заметный след в истории Екатеринбурга как успешные предприниматели, а также благодаря широкой общественной и благотворительной деятельности.

## Торговый дом «Братья Агафуровы»
У истоков торговой империи, созданной братьями Агафуровыми, стоял их отец Хисаметдин Агафуров. Родившийся в 1831 году в дер. Малые Елги Казанской губернии в бедной крестьянской семье, Хисаметдин Агафуров в 1855 году стал рекрутом, заменив за вознаграждение сына местного помещика, призванного на военную службу. К тому времени Хисаметдин уже был женат и имел сына Камалетдина. Отслужив положенные 12 лет, Хисаметдин Агафуров вышел в отставку в Екатеринбурге в чине унтер-офицера, а в 1868 году открыл собственное дело — розничную торговлю мелочным товаром в небольшой арендованной лавке на Торговой площади Екатеринбурга. Поначалу дело было сугубо семейным: помощниками Хисаметдина были жена Биби-Азиза, старший сын Камалетдин, а чуть позже и второй сын Зайнетдин.
Постепенно в оборот вводились новые предметы: папиросная бумага, спички, табак, мыло и др. Оба брата торговали с лотка спичками и папиросами собственной «закрутки». И хотя годовой оборот первоначально выражался относительно скромной суммой около 5000 руб., постепенное расширение торговли привело к необходимости найма служащих. К тому времени у Агафуровых уже начали завязываться торговые отношения на ярмарках: Ирбитской, Крестовской и Челябинской.
Осенью 1883 года в возрасте 52 лет Хисаметдин Агафуров скончался. Однако успешно начатое им дело не прервалось: уже в ноябре этого же года его сыновья — Камалетдин и Зайнетдин, ставшие к тому времени профессионалами в торговле, преобразуют семейный бизнес в полное товарищество под фирмою Торговый дом «Братья Агафуровы». За короткое время фирма завоевала авторитет и расширила своё влияние в регионе. Расширяя операции в сфере оптовой торговли, успешно начатые ещё при жизни отца на Ирбитской ярмарке, братья стали в известном смысле[неопределённость] новаторами в торговле розничной, сделав упор на её масштабность и универсальность.
Свои многочисленные лавки с разнообразным товаром в Екатеринбурге они постепенно перевели в новые, расположенные рядом помещения, арендованные в доходных домах братьев Дмитриевых и Логинова на Успенской улице (ул. Вайнера), превратив их в единый универсальный магазин. Этот магазин стал для жителей города одним из самых популярных[неопределённость]. Здесь можно было купить различные товары: от канцелярских кнопок до самых модных французских духов, от сапожной ваксы до золотых украшений.
Развивая свою деятельность, члены Торгового Дома, число которых увеличилось вступлением достигшего совершеннолетия младшего брата Кашафетдина, постепенно открывали отделения в городах Северо-Восточной России. Так, в 1890 году было открыто оптово-розничное отделение в г. Тюмени, в 1894 году — на Ирбитской ярмарке и в 1896 году — в г. Перми. Для большего удобства оптовых закупок были открыты специальные конторы в Варшаве с 1898 года и в Москве с 1908 года. Для заключения торговых сделок братья выезжали в Польшу, Германию, Швейцарию, Францию, Китай, Японию. К моменту наивысшего взлета в 1913 году торговая «империя» братьев Агафуровых распространила свою деятельность от Варшавы на западе до Японии на востоке, включая Урал, Сибирь, Среднюю Азию и Северный Китай (Харбин). Годовой оборот Торгового Дома превысил 6,5 млн рублей. Но в конце 1913 года появились публикации екатеринбургских газет о якобы неплатёжеспособности торговой фирмы.
К этому времени старший из братьев, Камалетдин, в силу преклонного возраста практически не принимал участия в делах Торгового дома, средний, Зайнетдин был погружён в общественную деятельность. Непосредственное руководство делами осуществлял младший брат, Кашафетдин, единственный из братьев, получивший систематическое образование. Непосредственно в его руках находилась и вся розничная торговля фирмы. Предприняв ряд непродуманных решений, приведших к серьёзным убыткам, он в короткий срок вывел из средств фирмы значительную часть собственной доли, тем самым лишив торговлю оборотных средств, что привело к ситуации, когда Торговый дом впервые не смог вовремя расплатиться с многочисленными поставщиками товара, а также по кредитам, вызвав законные опасения кредиторов.
В ходе последующих разбирательств с кредиторами, Агафуровы продемонстрировали полную прозрачность финансовой деятельности и убедительно[неопределённость] показали, что в случае принятия решения о банкротстве, способны без труда погасить все свои задолженности. Однако в банкротстве не были заинтересованы и сами кредиторы: ведь это означало бы потерю огромных рынков сбыта своей продукции, освоенных Торговым домом за долгие годы становления и развития. По итогам детального рассмотрения финансового положения фирмы, кредиторами было принято решение о создании Администрации по делам Торгового дома «с правами заведывания и управления всем имуществом Торгового дома и продолжения его дел». Доверие к Торговому дому проявилось и в том, что в состав учреждённой из 7 человек Администрации вошли все трое братьев Агафуровых.
В таком двусмысленном положении Торговый дом «Братья Агафуровы» просуществовал до самой Октябрьской революции и прихода к власти в Екатеринбурге большевиков. Однако, новая власть предпочитала сама «контролировать все производство и торговлю» — так было сказано в указе областного комиссара финансов, принявшего решение об упразднении внешней Администрации.
Разумеется[почему?][стиль], под властью большевиков, в стране, охваченной гражданской войной, ни о каком развитии торгового дела не могло быть и речи. Вопрос стоял лишь о выживании[почему?]. Ничего не могло измениться и в тот короткий период[почему?], когда в город вошли белые. Все шло к своему закономерному финалу[какому?][почему?][стиль]. В начале июля 1919 года все члены большого семейства Агафуровых, находившиеся на тот момент в Екатеринбурге, спешно покинули город с отступающими колчаковскими войсками. Столь же закономерным[почему?][стиль] был и маршрут их исхода: сначала Сибирь, затем Дальний Восток, короткий период в Японии, где в 1922 году скончался старший из братьев, Камалетдин, и, наконец, остановка в китайском Харбине. Здесь на основе харбинского магазина Агафуровых продолжилось скромное существование[стиль] некогда громкого торгового имени. После внезапной кончины Зайнетдина Агафурова в 1924 году фирма просуществовала ещё несколько лет под контролем последнего из братьев, Кашафетдина, а также сына Камалетдина Агафурова — Садритдина и двух сыновей Зайнетдина — Бурхана и Искандера, занимаясь преимущественно продажей игольно-швейных товаров. К 1933 году торговый дом «Братья Агафуровы» прекратил свою деятельность, а члены семьи остались в эмиграции.

## Благотворительная деятельность
Обладая достаточно широким кругозором[нейтральность?], достигнутым в значительной мере самообразованием, что позволяло братьям вести себя «на равных» в среде екатеринбургской общественно-политической и деловой элиты, Агафуровы сохраняли свою религиозную идентичность как правоверные[нейтральность?] мусульмане. В первую очередь, их благотворительность была направлена на поддержку единоверцев — татар и башкир. Так, по их инициативе и при непосредственном финансовом участии было образовано Мусульманское благотворительное общество, первым председателем которого стал Зайнетдин Агафуров. В одном из своих домов они разместили мечеть и долгие годы[неопределённость] финансировали ее, в другом размещалась библиотека-читальня. В мусульманские праздники Агафуровы на своих дачах организовывали для единоверцев богатое угощение.
Помощь Агафуровых предназначалась не только екатеринбуржцам, но и мусульманам, проживающим в других уральских городах и селах. Когда в одном из сел Шадринского уезда образовался детский приют, братья Агафуровы, как сообщалось в одной из газет[какой?][неопределённость], «дали подписку уплачивать ежемесячно мулле, занимающемуся обучением детей магометан», а в 1914 году они сделали солидное[какое?] пожертвование Багарякской пожарной дружине. Подобных примеров было немало[стиль][неопределённость]. В конце XIX в. Агафуровы открыли в Екатеринбурге в одном из своих домов школу для детей мусульман и долгие годы содержали ее, затратив за 20 лет около 100 тыс. руб. Со временем братья пришли к мнению, что школа должна иметь собственное здание. Израсходовав 20 тыс. руб., они построили школу, которая была открыта 27 февраля 1915 года. Пресса писала: «Это прекрасное, высокое, светлое помещение, имеющее много комнат. Оно устроено по последнему слову техники».
При непосредственном организационном и финансовом участии Агафуровых были построены мечети в Перми и Нижнем Новгороде.
Особым вниманием владельцев Торгового дома пользовались его служащие, число которых превысило 300 человек. Их положение в материальном отношении было лучше, чем во многих аналогичных фирмах России. Религиозное вероисповедание их не имело при этом никакого значения. Служащие, вступающие в брак, празднующие появление потомства, а также в дни юбилейных дат, неизменно могли рассчитывать на щедрые подарки владельцев фирмы.
На исходе 1908 года Торговый Дом «Братья Агафуровы» отмечал 25-летие своего существования. В этот период братья открыли ссудо-сберегательные кассы для своих служащих. Отказавшись от богатых юбилейных подношений своих многочисленных поставщиков и добавив свои сбережения, они собрали первоначальный фонд кассы в размере 25 тысяч рублей.
И после введения внешнего управления, в годы Первой мировой войны, братья Агафуровы не прекратили благотворительной деятельности, помогая финансово комитету Красного Креста, различным обществам попечительства о бедных, выделяя деньги на нужды военнослужащих.

## Краткие персональные данные

### Хисаметдин Гафурович Агафуров
Родился 10 октября 1831 года в бедной крестьянской семье в дер. Малые Елги Казанской губернии.
Купец II гильдии, основатель торгового дела Агафуровых.
Умер 4 октября 1883 года в г. Екатеринбурге. Похоронен на старом мусульманском кладбище.
Жена, Азиза Сайфутдиновна Агафурова, родилась 8 сентября 1834 года в дер. Малые Елги Казанской губернии. Умерла 9 августа 1914 года в г. Екатеринбурге. Похоронена на старом мусульманском кладбище.
Дети: Камалетдин, Зайнетдин, Кашафетдин, Марфуга.

### Камалетдин Хисаметдинович Агафуров
Родился 5 ноября 1853 года в дер. Малые Елги Казанской губернии.
Купец I гильдии, один из основателей и член распорядитель Торгового Дома «Братья Агафуровы».
Активно участвовал в общественной жизни города Екатеринбурга.
Пожизненный член Екатеринбургского мусульманского благотворительного общества.
Действительный член Общества попечения о начальном образовании в Екатеринбурге и уезде.
Член охранного отряда Екатеринбургского вольного пожарного общества.
Действительный член Екатеринбургского общества охотников конского бега. Имея скаковых лошадей, участвовал в скачках на ипподромах Екатеринбурга и Тюмени.
Принимал участие в велогонках и имел рекорд Екатеринбурга в гонке на полверсты.
В начале 1900 года Камалетдин Агафуров выделил Екатеринбургскому обществу велосипедистов беспроцентный кредит в сумме 500 рублей на строительство велодрома и сам возглавил его возведение. За этот поступок 15 мая 1900 года был избран почетным членом «Екатеринбургского общества велосипедистов и любителей физического развития».
Умер 1 июля 1922 года в Иокогаме. Похоронен там же на Интернациональном кладбище.
Жена, Бадгульница Хуснутдиновна Агафурова, родилась 21 декабря 1853 года в дер. Карабулак (предположительно). Умерла 8 ноября 1915 года в г. Екатеринбурге. Похоронена на старом мусульманском кладбище.
Дети: Садритдин, Суфия, Марзия.

### Зайнетдин Хисаметдинович Агафуров
Родился 27 января 1861 года в г. Екатеринбурге.
Купец II гильдии, один из основателей и главный распорядитель Торгового Дома «Братья Агафуровы».
Благодаря своей общественной и благотворительной деятельности, самый популярный из братьев Агафуровых.
Не получив систематического образования, благодаря природным способностям и упорному труду, приобрел заслуженный авторитет как крупный предприниматель и общественный деятель.
Неоднократно избирался гласным (депутатом) Городской Думы, где входил в состав Ревизионной комиссии.
Был членом Биржевого комитета в Екатеринбурге и Ирбите, председателем Котировочной комиссии при бирже Екатеринбурга, членом податных присутствий г. Екатеринбурга: промыслового и квартирного; членом учетных комитетов Екатеринбургских отделений Государственного и частных банков.
После образования по инициативе Агафуровых Мусульманского благотворительного общества стал его первым Председателем.
В 1912 году за активную общественную и благотворительную деятельность был награжден Золотой медалью на Александровской ленте и званием Потомственного почетного гражданина.
В июне 1918 года был арестован большевиками как заложник, однако, вскоре был освобожден, в том числе, благодаря ходатайству мусульманской общественности.
После занятия Екатеринбурга белочехами был членом культурно-экономического совета Екатеринбурга. В августе 1918 года представлял городскую общественность на встрече с генералом С. Н. Войцеховским. В декабре 1918 года избран в Комитет по попечению о георгиевских кавалерах и их семьях, в мае 1919 года вошёл в комиссию по борьбе со спекуляцией и специальную комиссию для создания плана закупок на Дальнем Востоке — видимо, в Екатеринбурге надеялись на победу Колчака.
Скоропостижно скончался от острого сердечного приступа в эмиграции в г. Харбине 19 июня 1924 года. В некрологе, напечатанном в харбинской газете «Новости жизни» были такие строки: «…В мире людей, выросших за прилавком, где все продажно и где человек оценивается по толщине его бумажника, где в жизненное правило возведена мертвая хватка, где рубль — все: и Бог, и родина, и брат, и друг; в этом мире Зайнетдин Агафуров был совестью — единственным моральным моментом, единственным уклоном в человечность, в которой тепло, и светло, и радостно…»
Похоронен в г. Харбине.
Жена, Асма Садыковна Агафурова, родилась 25 января 1868 года в г. Троицк. Дочь троицкого коннозаводчика Садыка Абдрашитова.
Активно занималась благотворительностью. Была пожизненным членом Екатеринбургского мусульманского благотворительного общества, попечительницей екатеринбургской мусульманской 5-классной школы для девочек, членом экзаменационной комиссии.
Поддерживала девочек, желавших продолжить обучение в Троицке.
Умерла 21 июня 1918 года в г. Екатеринбурге. Похоронена на старом мусульманском кладбище.
Дети: Магира, Марьям, Нуритдин, Билялетдин, Бурханетдин, Искандер

### Кашафетдин Хисаметдинович Агафуров
Родился 24 декабря 1871 года в г. Екатеринбурге.
Купец II гильдии, член-распорядитель Торгового Дома «Братья Агафуровы».
Единственный из братьев Агафуровых, получивший систематическое образование.
Был членом Уральского общества любителей естествознания (УОЛЕ) — крупнейшей уральской общественной организации, существовавшей с 1870 по 1930 годы.
Скончался 24 марта 1935 года в эмиграции в г. Харбине после тяжелой автомобильной аварии.
Жена (2-я), Салия Султановна Агафурова, родилась 21 ноября 1882 года в Уфе (предположительно). Была одним из инициаторов появления в Екатеринбурге дамского кружка, который был создан в 1914 году для оказания помощи фронту (ликвидирован в июле 1919 года); некоторое время была распорядителем Екатеринбургского общества велосипедистов-любителей. Принимала личное участие в ряде благотворительных акций. Так, ей было пожертвовано 150 томов известных русских писателей на русском и татарском языках для открытой в доме Агафуровых первой в городе бесплатной мусульмано-русской библиотеки.
Умерла и похоронена в Стамбуле в 1968 году.
Дети: Тайба (от 1-го брака), Бадретдин.

## Агафуровские дома
Успешно расширяя торговый бизнес, Агафуровы приобретали дома, становясь также и домовладельцами[стиль]. В их собственности было немало строений в районе улиц Усольцевская (Сакко и Ванцетти), Коковинская (Шейнкмана), Студеная (Маршала Жукова), Коробковская (ул. Октябрьской Революции), Успенская (ул. Вайнера), Щипановском переулке (ул. Боевых Дружин). Большинство этих зданий не сохранилось.
Особый интерес и культурно-историческую ценность представляют сохранившиеся до наших дней усадьбы, где проживали члены многочисленного семейства Агафуровых — дома 24 и 28 по улице Сакко и Ванцетти (Усольцевская). Являясь замечательными[почему?] образцами деревянного зодчества, они признаны памятниками архитектуры регионального значения.
В одном из них — доме № 24 размещено Представительство Республики Татарстан в Уральском регионе. В течение долгого периода в советское время это здание, частично перестроенное, использовалось как многоквартирный дом, а точнее[стиль], огромная коммунальная квартира. Постепенно оно пришло в состояние полностью непригодное для проживания и, только благодаря общественности — активистам Всероссийского общества охраны памятников истории, — не было снесено.[стиль] Здание было восстановлено организацией «Уралтеплоизоляция», некоторое время находившейся на его территории.
И хотя сегодняшний облик здания не вполне соответствует тому, каким он был во времена Агафуровых (есть изменения парадного подъезда, цвета здания — предположительно, оно было зеленым), благодаря проделанным восстановительным работам и бережному[нейтральность?] отношению работников Постпредства РТ, состояние главной усадьбы Агафуровых не вызывает беспокойства[чьего?].
Считается[кем?], что в доме проживала семья среднего брата — Зайнетдина Агафурова, а табличка на фасаде здания говорит[стиль], что оно построено архитектором Ю. Дютелем в 1895 году. И то и другое верно, но лишь отчасти[неопределённость][стиль]. По сохранившимся письменным свидетельствам дочери Зайнетдина Агафурова Марьям Парпетовой, строительство большого дома, нижний этаж которого был каменным, а верхний бревенчатым, началось незадолго до смерти родоначальника семейства — Хисаметдина Агафурова, то есть в 1882—83 годах и, разумеется[стиль], не по проекту Дютеля, который начал работать в Екатеринбурге с 1889 года. Вероятнее всего[неопределённость], через десятилетие дом был расширен и перестроен действительно уже при участии академика от архитектуры Юлия Дютеля, после чего приобрел свой окончательный вид.
В этой усадьбе проживали все трое братьев Агафуровых со своими семьями. Когда же она стало тесной для них, здесь же, на Усольцевской (Сакко и Ванцетти, 28) ими было построено еще одно здание — большой двухэтажный бревенчатый дом, куда переехала жить семья Камалетдина. Покинул родительский дом и младший из братьев — Кашафетдин: после заключения второго брака (с Салией Агафуровой) его семья переехала сначала в шестикомнатные апартаменты в одном из доходных домов, а затем в новый купленный особняк (здание не сохранилось). После этого в родительском доме осталась проживать лишь семья Зайнетдина.
Дома Камалетдина и Зайнетдина представляли собой, по сути, единую усадьбу с многочисленными внутридворовыми хозяйственными постройками, беседками и даже конюшней.
Дом Камалетдина Агафурова в значительной степени сохранил свой первоначальный вид, хотя внутренняя планировка претерпела изменения. В советское время он примерил на себя не одну роль: был и татаро-башкирским педагогическим училищем, и общежитием, и коммунальной квартирой. Вот уже более двух десятилетий здесь ведутся реставрационные работы. В декабре 2015 года в отреставрированной части дома открылся филиал Свердловского областного краеведческого музея — Музейный клуб «Дом Агафуровых». Для неиспользуемого деревянного строения, не раз уже испытавшего риск разрушительного пожара, этот факт, по существу, стал охранной грамотой.

## Агафуровские дачи
Агафуровы любили отдыхать на своей даче, построенной в 8 км от города по Сибирскому тракту. Здесь на пригорке, в окружении сосен был выстроен причудливый деревянный павильон с башенками и открытыми верандами.[стиль] Широкая анфилада лестниц вела к небольшому пруду с купальнями и лодками. Здесь Агафуровы часто принимали именитых гостей. По некоторым данным здесь бывал и Фёдор Шаляпин, водивший знакомство с Кашафетдином Агафуровым. Здесь не раз проводились благотворительные акции с детьми служащих Торгового Дома.
По-видимому[неопределённость], это место было действительно[неопределённость] хорошо известно многим екатеринбуржцам.[стиль] Иначе трудно объяснить тот факт, что,[стиль] когда в 1914 году в нескольких километрах от дачи началась закладка зданий городской психлечебницы, екатеринбургские газеты «Зауральский край» и «Уральская жизнь», сообщая об этом, непременно[почему?] указывали, что строительство ведется недалеко от дачи купцов Агафуровых. Эта привязка места психлечебницы к Агафуровым сыграла с их фамилией злую шутку[стиль]. Несмотря на то, что реальное строительство больницы началось лишь во второй половине 20-х годов, а первых пациентов она приняла в 1928 году, когда Агафуровы уже давно были в эмиграции, саму психлечебницу в разговорной речи до сих пор нередко именуют «Агафуровскими дачами».[стиль]
Реальные же дачи после бегства Агафуровых за границу через некоторое время были переданы под детский туберкулезный санаторий. В конце 20-х или начале 30-х годов прошлого века деревянные постройки дачи погибли в пожаре. На их месте были выстроены новые корпуса. Однако и они сегодня[когда?] находятся в полуразрушенном состоянии. Высох и зарос пруд[стиль].

## Увековечение памяти братьев Агафуровых
Братья Агафуровы, оставившие заметный след в истории Екатеринбурга как общественные деятели и благотворители, несомненно заслужили добрую память[нейтральность?] горожан вне каких-либо ассоциаций с психиатрической больницей.[стиль]
Функцию сохранения исторической памяти о семье Агафуровых в том числе выполняет открытый для посещения Музейный клуб «Дом Агафуровых». Однако, по мнению многих[неопределённость], братья Агафуровы вполне заслужили[неопределённость] прочное место в топонимике родного им Екатеринбурга.[нейтральность?]
В 2011 году правнук Зайнетдина Агафурова Бадри Девишев обратился к городским властям с предложением преобразовать двухсотметровый отрезок пешеходного участка, расположенный рядом с агафуровскими домами между улицей Шейнкмана и началом улицы Антона Валека, в небольшой сквер или бульвар и присвоить ему имя «Братьев Агафуровых». Таким образом, можно было бы проще всего, избежав ненужных конфликтов мнений и интересов, которые всегда сопутствуют переименованиям, сохранить имя Агафуровых в городской топонимике.[нейтральность?] Эта инициатива была поддержана и Постоянным представительством Республики Татарстан в Уральском регионе. Известный[нейтральность?] екатеринбургский скульптор Геворк Геворкян представил свое видение памятника братьям Агафуровым, который мог бы украсить[нейтральность?] сквер. Спустя 7 лет 22 февраля 2018 года Администрацией Екатеринбурга было подписано постановление о присвоении этому участку наименования «Сквер имени купцов Агафуровых».